# 帕拉诺
帕拉诺（義大利語：Parrano），是意大利特尔尼省的一个市镇。总面积39.89平方公里，人口587人，人口密度14.7人/平方公里（2009年）。ISTAT代码为055025。